# Morti nel 1080
| Questa pagina contiene informazioni ricavate automaticamente dalle voci biografiche con l'ausilio del template Bio e di un bot. L'aggiornamento è periodico e automatico e ricostruisce completamente la pagina. Se manca una persona in questa lista, sei pregato di non aggiungerla, ma accertati piuttosto che la sua voce biografica contenga il template Bio e che i dati anagrafici siano correttamente compilati. Se il template Bio manca, inseriscilo tu stesso o, in alternativa, metti l'avviso {{tmp\|Bio}} che ne segnala la mancanza. Se i dati riportati sono sbagliati, correggi direttamente la voce biografica; le modifiche saranno visibili in questa lista entro pochi giorni. Per chiarimenti vedi il progetto biografie. La lista contiene solo le 13 persone che sono citate nell'enciclopedia e per le quali è stato implementato correttamente il template Bio. Pagina aggiornata al 13 gen 2025. |

- 26 gennaio - Amedeo II di Savoia, nobile
- 17 aprile - Aroldo III di Danimarca, re danese (n. 1041)
- 14 maggio - William Walcher, vescovo tedesco
- 5 luglio - Ísleifur Gissurarson, vescovo cattolico islandese (n. 1006)
- 27 luglio - Roberto di Montescaglioso, conte
- 14 ottobre - Parascheva di Iaşi, religiosa bizantina (n. 1010)
- 15 ottobre - Rodolfo di Svevia, nobile e re tedesco (n. 1025)
- Cuniberto, vescovo italiano
- Erberto IV di Vermandois, conte francese (n. 1028)
- Ingone, vescovo italiano
- Raimondo II di Bigorre, nobile franco
- Rotrou II di Perche, nobile francese
- Guglielmo d'Altavilla, condottiero e cavaliere medievale normanno (n. 1027)